# Anolis lineatopus
Anolis lineatopus (ямайський сірий аноліс) — вид ігуаноподібних ящірок родини анолісових (Dactyloidae). Ендемік Ямайки.

## Підвиди
Виділяють чотири підвиди:
- Anolis lineatopus lineatopus Gray, 1840;
- Anolis lineatopus ahenobarbus Underwood & Williams, 1959;
- Anolis lineatopus merope Underwood & Williams, 1959;
- Anolis lineatopus neckeri Grant, 1940.

## Поширення і екологія
Ямайські сірі аноліси поширені по всьому острові Ямайка. Вони живуть в різноманітних склерофільних і мезофільних середовищах, зокрема в тропічних лісах, вторинних заростях і садах, на висоті до 1200 м над рівнем моря. Живляться комахами, павуками, іншими анолісами та дрібними плодами. Відкладають яйця.